# Doniphan County
Doniphan County är ett administrativt område i delstaten Kansas, USA, med 7 945 invånare. Den administrativa huvudorten (county seat) är Troy. 

## Geografi
Enligt United States Census Bureau har countyt en total area på 1 028 km². 1 016 km² av den arean är land och 13 km² är vatten. 

### Angränsande countyn
- Holt County, Missouri - nord
- Andrew County, Missouri - nordost
- Buchanan County, Missouri - sydost
- Atchison County - sydväst
- Brown County - väst
- Richardson County, Nebraska - nordväst

### Städer och samhällen
- Bendena
- Denton
- Elwood
- Highland
- Leona
- Severance
- Troy (huvudort)
- Wathena
- White Cloud